# Городская усадьба Ф. И. Шкарина — И. Ф. Якобсона
Городская усадьба Ф. И. Шкарина — И. Ф. Якобсона — историческое здание XIX — начала XX веков в московском районе Якиманка на улице Большая Полянка, объект культурного наследия регионального значения. В настоящее время входит в комплекс зданий НИИ неотложной детской хирургии и травматологии. Сохранилась часть здания, к которой пристроен современный корпус.

## История
Здание расположено в историческом купеческом квартале между улицами Большая Полянка и Малая Якиманка, также включавшем в себя усадьбу Четверикова.
По всей видимости, дом был построен после пожара Москвы 1812 года; к 1817 году он уже существовал.
В 1870-х годах владелица дома мещанка А. Загорева (по другим данным, А. Я. Загорелая) продала усадьбу Ивану Фёдоровичу Якобсону, который в 1883 году открыл здесь бронзолитейный и арматурный заводы. С 1890-х годов усадьба примыкала к территории Иверской общины сестёр милосердия с Иверским храмом и больницей.
К 1907 году архитектор Якиманской части Александр Калмыков выстроил в глубине владения несколько производственных корпусов. По плану того времени на участке здания значилось 14 различных строений. В 1913 году было построено ещё одно — трехэтажный фабричный корпус. В 1917 году в доме проживала купчиха Агриппина Григорьевна Якобсон с детьми.
После революции фабрика продолжала функционировать как 2-й Арматурный завод. В феврале 1921 года сюда была направлена на работы группа заключённых из Ордынского лагеря. В советское время здесь помещался «почтовый ящик», работавший на оборонную промышленность.

## Современность
Когда в 2003 году началось строительство нового большого хирургического корпуса для НИИ неотложной детской хирургии и травматологии, решено было сохранить и отреставрировать часть усадьбы. Заново были воссозданы въездные ворота на территорию центра. Внутренняя территория была преобразована в автостоянку для машин неотложной медицинской помощи. Реставрация проводилась «Моспроект-2» и закончилась в 2005 году.
В настоящее время на Большую Полянку выходит боковой фасад дома; главный протяжённый фасад обращён во внутренний двор.

## Архитектура
Изначально архитектура усадьбы сложилась в первой трети XIX в. и соответствовала распространенному в послепожарной Москве стилю ампир. В начале XX в. дом перестраивался в стиле неоклассицизм.
После реставрации дому придан неоклассический декор: фасад украшен пилястрами на высоту двух этажей. Первый этаж рустованный, окна не имеют наличников. Завершает фасад классический антаблемент. На боковых фасадах окна имеют каменные наличники и небольшие сандрики над ними. Пилоны въездных ворот украшены парными пилястрами. Ограда ворот не сохранилась, но новая выдержана в ампирном стиле.